# Veliđe
Veliđe (cyr. Велиђе) – wieś w Czarnogórze, w gminie Berane. W 2011 roku liczyła 10 mieszkańców.